# ゼウス (自転車メーカー)
ゼウス（Zeus Industrial S.A ）は、スペインの自転車部品メーカーである。

## 沿革

### 創業
創業の地は北部スペインの工業都市エイバルである。エイバルは金属鋳造の工場都市として有名で、小火器からミシンまで様々な鋳造物を製造していた。その中には自転車を製造する小さなメーカーがいくつかあり、これらの自転車メーカーはアクスル、ボルト類、自転車特有のパーツ等を製造するメーカーが必要であった。ニコラス・アレギはそのようなマーケットを睨んでゼウスを創業した。ゼウスの創業は1926年であり、1933年創業のカンパニョーロより古い。

### カンパニョーロとの戦い
ゼウスは、1931年にカンパニョーロに先んじてパラレログラム機構の変速機を開発したが、1936年にスペイン内戦が始まると、自転車部品の製造よりも戦争に必要な製品を作ることに追われ、高級レース用部品の開発から一時撤退を余儀なくされた。その結果折角開発したパラレログラム式変速機はレース用製品としての信頼を得られることなく、その後カンパニョーロによって改良された変速機に先んじられた形となった。スペイン内戦終了後、スペイン自転車産業は復興し、第二次世界大戦を迎える。この期間もゼウスはレース用高級自転車パーツの製造を諦め、専らガソリンを使わない交通手段として有用であった普及型の自転車部品の製造を行っている。

### 第二次大戦後のゼウス
第二次世界大戦が終了し、ゼウスは高級自転車パーツ製造に戻った。しかしながらスペインは高級自転車部品の製造に必要な合金を作る希少金属類の入手が困難な状況におかれ、スペイン国内において希少金属獲得の競争にもさらされていた。成功を収めていた1970年代であっても、ゼウスの会社案内には「スペインが置かれている地域的ハンディキャップによって、1930年代にゼウスが既に到達していた技術的な到達は閉塞状況となり、代わってイタリアが我々の望んでいた地位に納まり、この業界のリーダーとなっている」と述べられている。
一時期ではあるがタイヤやリムも製造し、自転車を構成するほとんどの部品を製造できる数少ない総合メーカーの1つであった。サドルもコンポーネントの一部を構成していた。1960年代から1970年代にかけて前衛的なデザインで事業的には大成功を収め、普段はカンパニョーロを使用しているロジェ・デフラミンク、トム・シンプソンといった選手が部分的にゼウスの部品を使っていたことがある。1971年にツール・ド・フランスを勝ったエディ・メルクスの車体にもゼウスは使われ、ゼウスは1960-1970年代で著名な自転車部品メーカの1つであった。リック・ファン・ローイはゼウスを使用していたし、1972年のハニー・クイパーのミュンヘンオリンピック個人ロードレース優勝の際にもゼウスが使われている。また1973年にツール・ド・フランスに総合優勝を果たしたスペインのルイス・オカーニャはその後所属したスペインのプロチームであるSuper SER時代にゼウスによるスポンサードを受けフレーム・パーツを使用している。

### 事業分割
ゼウスの事業は、比較的グレードの低いパーツ製造部門、中高級パーツ製造部門、そして完成車製造部門の三つに分割された。パーツのシリーズとして最初にリリースされたのはアルファである。アルファの名前はフレーム、コンポーネントパーツの両方に用いられた。ゼウスのレース用フレームはレイノルズのチューブを用いたハンドメイドで作られ、Fagorなどのトッププロチームにも供給されていた。先に述べた1972年のハニー・クイパーのミュンヘンオリンピック個人ロードレース優勝の際にはフレームを含むゼウスの自転車そのものが使われている。
ゼウス2000シリーズはチタニウム合金をふんだんに用いたゼウス社のベンチマークであり、その後スーパークロノス（Super Cronos ）、コスモス（Cosmos ）などのシリーズを発表した。

### オルベアによる買収
しかしながら、シマノとサンツアーによるマウンテンバイク部品の開発により自転車部品の開発は新たな方向へと転換していく中で、ゼウスは同じスペインのオルベアに買収され、役目を終えた。現在では一部の部品に名を残すのみとなっている。